# Bains-sur-Oust

Bains-sur-Oust este o comună în departamentul Ille-et-Vilaine, Franța. În 1 ianuarie 2022 avea o populație de 3.521 de locuitori.